# Ocotea langsdorffii
Ocotea langsdorffii là một loài thực vật thuộc họ Lauraceae. Đây là loài đặc hữu của Brasil. Chúng hiện đang bị đe dọa vì mất môi trường sống.
Luật xây dựng Vườn quốc gia Serra do Cipó và để bảo vệ các loài này vẫn chưa được thiết lập. Loài này được đưa vào danh sách chính thức của các cây trồng Brazil bị đe doạ bởi IBAMA.